# Trioza ulei
Trioza ulei är en insektsart som först beskrevs av Rnbsaamen 1908.  Trioza ulei ingår i släktet Trioza och familjen spetsbladloppor. Inga underarter finns listade i Catalogue of Life.